# Yannick Alléno
Yannick Alléno, född 16 december 1968 i Puteaux, är en fransk kock, traktör och författare.
Han äger och/alternativt driver restauranger i Frankrike, Förenade arabemiraten, Japan, Monaco, Storbritannien, Sydkorea och USA. För år 2025 har Alléno blivit tilldelad 18 Michelinstjärnor, däribland restaurangerna L'Abysse Monte-Carlo och Pavyllon, un restaurant Yannick Alléno, Monte-Carlo i Monaco. Han äger och driver även tre chokladbutiker i Paris tillsammans med Aurélien Rivoire, som arbetade/arbetar som Allénos konditor (pastry chef).
Alléno har också författat minst 26 böcker.